# Paronychocamptus exiguus
Paronychocamptus exiguus är en kräftdjursart som först beskrevs av Sars.  Paronychocamptus exiguus ingår i släktet Paronychocamptus och familjen Laophontidae. Inga underarter finns listade i Catalogue of Life.